# ورلاندو ارناندس
ورلاندو ارناندس (انگلیسی: Orlando Hernández؛ زادهٔ ۱۱ اکتبر ۱۹۶۵) بازیکن بیس‌بال اهل کوبا بود.
از باشگاه‌هایی که در آن بازی کرده‌است می‌توان به نیویورک یانکیز اشاره کرد.